# باشگاه فوتبال آ.ث. میلان در فصل ۲۲–۲۰۲۱
فصل ۲۲–۲۰۲۱ صد و بیست و سومین فصل اَسوچیاتزیونه کالچو میلان از زمان تأسیس باشگاه، صد و یازدهمین فصل حضور میلان در سطح اول فوتبال ایتالیا، هشتاد و هشتمین فصل حضور میلان در سری آ و سی و نهمین سال متوالی حضور این باشگاه در سری آ است. در این فصل میلان در سطح داخلی، در سری آ و کوپا ایتالیا با حریفان خود به رقابت می‌پردازد. همچنین میلان در این فصل در لیگ قهرمانان اروپا پس از ۷ سال و فصل ۱۴–۲۰۱۳ حضور دارد.

## بازیکنان

### لیست تیم
تا تاریخ ۲۸ نوامبر ۲۰۲۱.
| ش           | نام                | ملیت            | پست(ها)      | تاریخ تولد (سن)          | سال ورود    | پایان قرارداد | باشگاه قبلی        | هزینه انتقال (یورو) | یادداشت       | بازی        | گل          |
| دروازه‌بانان | دروازه‌بانان        | دروازه‌بانان     | دروازه‌بانان  | دروازه‌بانان              | دروازه‌بانان | دروازه‌بانان   | دروازه‌بانان        | دروازه‌بانان         | دروازه‌بانان   | دروازه‌بانان | دروازه‌بانان |
| ----------- | ------------------ | --------------- | ------------ | ------------------------ | ----------- | ------------- | ------------------ | ------------------- | ------------- | ----------- | ----------- |
| ۱           | چیپریان تاتاروشانو | رومانی          | GK           | ۹ فوریهٔ ۱۹۸۶ ‏(۳۹ سال)    | ۲۰۲۰        | ۲۰۲۳          | لیون               | ۰/۵ میلیون          |               | ۱۴          | ۰           |
| ۱۶          | مایک منیان         | فرانسه          | GK           | ۳ ژوئیهٔ ۱۹۹۵ ‏(۲۹ سال)    | ۲۰۲۱        | ۲۰۲۶          | لیل                | ۱۳ میلیون           |               | ۲۳          | ۰           |
| ۸۳          | آنتونیو میرانته    | ایتالیا         | GK           | ۸ ژوئیهٔ ۱۹۸۳ ‏(۴۱ سال)    | ۲۰۲۱        | ۲۰۲۲          | آ اس رم            | رایگان              |               | ۰           | ۰           |
| مدافعان     |                    |                 |              |                          |             |               |                    |                     |               |             |             |
| ۲           | داویده کالابریا    | ایتالیا         | RB / LB / CM | ۶ دسامبر ۱۹۹۶ ‏(۲۸ سال)   | ۲۰۱۵        | ۲۰۲۵          | جوانان میلان       | رایگان              | از تیم جوانان | ۱۶۹         | ۷           |
| ۵           | فودو بالو-توره     | سنگال           | LB / LM      | ۳ ژانویهٔ ۱۹۹۷ ‏(۲۸ سال)   | ۲۰۲۱        | ۲۰۲۵          | موناکو             | ۴٬۲۰۰ میلیون        |               | ۱۰          | ۰           |
| ۱۳          | آلسیو رومانیولی    | ایتالیا         | CB / LB      | ۱۲ ژانویهٔ ۱۹۹۵ ‏(۳۰ سال)  | ۲۰۱۵        | ۲۰۲۲          | آ اس رم            | ۲۵ میلیون           | کاپیتان       | ۲۴۱         | ۱۰          |
| ۱۹          | تئو ارناندز        | فرانسه          | LB / LM      | ۶ اکتبر ۱۹۹۷ ‏(۲۷ سال)    | ۲۰۱۹        | ۲۰۲۴          | رئال مادرید        | ۲۰ میلیون           |               | ۱۰۷         | ۱۸          |
| ۲۰          | پیر کالولو         | فرانسه          | RB / CB      | ۵ ژوئن ۲۰۰۰ ‏(۲۴ سال)     | ۲۰۲۰        | ۲۰۲۵          | جوانان لیون        | ۴۸۰ هزار            |               | ۴۰          | ۲           |
| ۲۳          | فیکایو توموری      | انگلستان        | CB / RB      | ۱۹ دسامبر ۱۹۹۷ ‏(۲۷ سال)  | ۲۰۲۱        | ۲۰۲۵          | چلسی               | ۲۸/۵ میلیون         |               | ۴۵          | ۲           |
| ۲۴          | سیمون کیائر        | دانمارک         | CB           | ۲۶ مارس ۱۹۸۹ ‏(۳۵ سال)    | ۲۰۲۰        | ۲۰۲۴          | سویا               | ۲/۵ میلیون          |               | ۷۲          | ۱           |
| ۲۵          | الساندرو فلورنزی   | ایتالیا         | RB / RM / RW | ۱۱ مارس ۱۹۹۱ ‏(۳۴ سال)    | ۲۰۲۱        | ۲۰۲۲          | آ اس رم            | ۱ میلیون            | قرضی          | ۲۰          | ۱           |
| ۴۶          | متئو گابیا         | ایتالیا         | CB / RB / DM | ۲۱ اکتبر ۱۹۹۹ ‏(۲۵ سال)   | ۲۰۱۷        | ۲۰۲۳          | جوانان میلان       | رایگان              | از تیم جوانان | ۳۰          | ۰           |
| هافبک‌ها     |                    |                 |              |                          |             |               |                    |                     |               |             |             |
| ۴           | اسماعیل بن ناصر    | الجزایر         | DM / CM      | ۱ دسامبر ۱۹۹۷ ‏(۲۷ سال)   | ۲۰۱۹        | ۲۰۲۴          | امپولی             | ۱۶ میلیون           |               | ۹۱          | ۲           |
| ۸           | ساندرو تونالی      | ایتالیا         | CM / DM      | ۸ مهٔ ۲۰۰۰ ‏(۲۴ سال)       | ۲۰۲۰        | ۲۰۲۶          | برشا               | ۲۰ میلیون           |               | ۶۸          | ۲           |
| ۱۰          | براهیم دیاز        | اسپانیا         | AM / RW / LW | ۳ اوت ۱۹۹۹ ‏(۲۵ سال)      | ۲۰۲۱        | ۲۰۲۳          | رئال مادرید        | ۳ میلیون            | قرضی          | ۵۳          | ۷           |
| ۲۷          | دنیل مالدینی       | ایتالیا         | AM / LW / RW | ۱۱ اکتبر ۲۰۰۱ ‏(۲۳ سال)   | ۲۰۲۰        | ۲۰۲۴          | جوانان میلان       | رایگان              | از تیم جوانان | ۲۳          | ۱           |
| ۳۰          | جونیور مسیاس       | برزیل           | AM / RW / SS | ۱۳ مهٔ ۱۹۹۱ ‏(۳۳ سال)      | ۲۰۲۱        | ۲۰۲۲          | کروتونه            | ۲/۶ میلیون          | قرضی          | ۱۷          | ۴           |
| ۳۳          | راده کرونیچ        | بوسنی و هرزگوین | AM / CM / LM | ۷ اکتبر ۱۹۹۳ ‏(۳۱ سال)    | ۲۰۱۹        | ۲۰۲۴          | امپولی             | ۸ میلیون            |               | ۷۸          | ۲           |
| ۴۱          | تیموئه باکایوکو    | فرانسه          | DM / CM      | ۱۷ اوت ۱۹۹۴ ‏(۳۰ سال)     | ۲۰۲۱        | ۲۰۲۳          | چلسی               | رایگان              | قرضی          | ۴۸          | ۱           |
| ۷۹          | فرانک کسیه         | ساحل عاج        | CM / DM      | ۱۹ دسامبر ۱۹۹۶ ‏(۲۸ سال)  | ۲۰۱۷        | ۲۰۲۲          | آتالانتا           | ۲۸ میلیون           |               | ۲۰۶         | ۳۶          |
| مهاجمان     |                    |                 |              |                          |             |               |                    |                     |               |             |             |
| ۷           | سامو کاستیخو       | اسپانیا         | RW / LW / SS | ۱۸ ژانویهٔ ۱۹۹۵ ‏(۳۰ سال)  | ۲۰۱۸        | ۲۰۲۳          | ویارئال            | ۲۵ میلیون           |               | ۱۱۳         | ۱۰          |
| ۹           | الیویه ژیرو        | فرانسه          | ST           | ۳۰ سپتامبر ۱۹۸۶ ‏(۳۸ سال) | ۲۰۲۱        | ۲۰۲۳          | چلسی               | ۱ میلیون            |               | ۲۲          | ۱۰          |
| ۱۱          | زلاتان ابراهیموویچ | سوئد            | ST           | ۳ اکتبر ۱۹۸۱ ‏(۴۳ سال)    | ۲۰۲۰        | ۲۰۲۲          | ال‌ای گلکسی         | رایگان              |               | ۱۵۱         | ۹۲          |
| ۱۲          | انته ربیچ          | کرواسی          | LW / ST / SS | ۲۱ سپتامبر ۱۹۹۳ ‏(۳۱ سال) | ۲۰۱۹        | ۲۰۲۵          | آینتراخت فرانکفورت |                     |               | ۷۸          | ۲۵          |
| ۱۷          | رافائل لئائو       | پرتغال          | LW / ST / RW | ۱۰ ژوئن ۱۹۹۹ ‏(۲۵ سال)    | ۲۰۱۹        | ۲۰۲۴          | لیل                | ۲۸ میلیون           |               | ۹۹          | ۲۲          |
| ۵۶          | الکسیس سائلماکرز   | بلژیک           | RW / LW / RB | ۲۷ ژوئن ۱۹۹۹ ‏(۲۵ سال)    | ۲۰۲۰        | ۲۰۲۶          | اندرلشت            | ۷/۲ میلیون          |               | ۸۶          | ۶           |

## مسابقات

### سری آ
برد       مساوی       باخت
| ۲۳ اوت ۲۰۲۱ ۱                    | سمپدوریا                              | ۰–۱   | میلان                 | جنوا                                                            |
| ۲۰:۴۵ ساعت تابستانی اروپای مرکزی | گابیادینی '۳۳ مورو '۸۹ برشینسکی '۳+۹۰ | گزارش | براهیم ۹' · کیائر '۸۶ | ورزشگاه: ورزشگاه لوئیجی فراری تماشاگران: ۴۹۶۶ داور: مارکو گویدا |

| ۲۹ اوت ۲۰۲۱ ۲                    | میلان                                                     | ۴–۱   | کالیاری                                                            | میلان                                             |
| ۲۰:۴۵ ساعت تابستانی اروپای مرکزی | تونالی ۱۲' · لئائو ۱۷' · ژیرو ۲۴'، ۴۳' (پ) · براهیم '۷۳ · | گزارش | دالبرت '۵ · دیولا ۱۵' '۳۸ · استروتمن '۴۱ · گودین '۶۲ · ناندز '۸۴ · | ورزشگاه: سن سیرو تماشاگران: ۳۱۹۴۶ داور: مارکو سرا |

| ۱۲ سپتامبر ۲۰۲۱ ۳                | میلان                                                    | ۲–۰   | لاتسیو                                              | میلان                                               |
| ۱۸:۰۰ ساعت تابستانی اروپای مرکزی | لئائو ۴۵' · کسیه ۶+۴۵ · باکایوکو '۶۳ · ابراهیموویچ ۶۷' · | گزارش | موراشیچ '۱۷ رینا '۵+۴۵ لوئیز البرتو '۷+۴۵ هیساج '۵۷ | ورزشگاه: سن سیرو تماشاگران: ۳۶۲۰۷ داور: دانیله چیفی |

| ۱۹ سپتامبر ۲۰۲۱ ۴                | یوونتوس                  | ۱–۱   | میلان                   | تورین                                                      |
| ۲۰:۴۵ ساعت تابستانی اروپای مرکزی | موراتا ۴' · دیبالا '۶۵ · | گزارش | تونالی '۶۵ · ربیچ ۷۶' · | ورزشگاه: ورزشگاه آلیانز تماشاگران: ۱۸۷۸۵ داور: دنیله دووری |

| ۲۲ سپتامبر ۲۰۲۱ ۵                | میلان                      | ۲–۰   | ونتزیا                | میلان                                                |
| ۲۰:۴۵ ساعت تابستانی اروپای مرکزی | براهیم ۶۸' · ارناندز ۸۲' · | گزارش | فورته '۲۵ کالدارا '۷۷ | ورزشگاه: سن سیرو تماشاگران: ۲۶۱۸۵ داور: ایوانو پزوتو |

| ۲۵ سپتامبر ۲۰۲۱ ۶                | اسپتزیا                             | ۱–۲   | میلان                                      | لا اسپتزیا                                                    |
| ۱۵:۰۰ ساعت تابستانی اروپای مرکزی | سالا '۲۵ · ورد ۸۰' · نیکولائو '۸۹ · | گزارش | مالدینی ۴۸' '۵۸ · براهیم ۸۷' · ارناندز '۹۰ | ورزشگاه: البرتو پیکو تماشاگران: ۵۷۰۰ داور: جیانلوکا مانگانیلو |

|  | آتالانتا | v     | میلان |  |
|  |          | گزارش |       |  |

|  | میلان | v     | هلاس ورونا |  |
|  |       | گزارش |            |  |

|  | بولونیا | v     | میلان |  |
|  |         | گزارش |       |  |

### جام حذفی
| ۱۳ ژانویه ۲۰۲۲ یک‌هشتم نهایی | میلان                                                    | ۳–۱ (و.ا.) | جنوآ                                                     | میلان                                    |
| ۲۱:۰۰ سی‌ای‌تی (یوتی‌سی ۱+)    | - تونالی '۴۲ - ژیرو ۷۴' - لئائو ۱۰۲' - سلماکر ۱۱۲'، '۱۱۵ | گزارش      | - Østigård ۱۷'، '۵۳ - بادلی '۳۷ - Yeboah '۴۷ - Hefti '۶۴ | ورزشگاه: سن سیرو داور: جیانلوکا اورلیانو |

| ۹ فوریه ۲۰۲۲ یک‌چهارم نهایی | میلان                                                 | ۴–۰   | لاتزیو      | میلان                               |
| ۲۱:۰۰ سی‌ای‌تی (یوتی‌سی ۱+)   | - تونالی '۲۲ - لئائو ۲۴' - ژیرو ۴۱'، ۱+۴۵' - کسیه ۷۹' | گزارش | - فلیپه '۱۵ | ورزشگاه: سن سیرو داور: سیمونه سوتسا |

| ۱ مارس ۲۰۲۲ نیمه‌نهایی دور رفت | میلان | v | اینتر میلان | میلان            |
| ۲۱:۰۰ سی‌ای‌تی (یوتی‌سی ۱+)      |       |   |             | ورزشگاه: سن سیرو |

| ۲۰ آوریل ۲۰۲۲ نیمه‌نهایی دور برگشت | اینتر میلان | v | میلان | میلان            |
| --:-- سی‌ای‌اس‌تی (یوتی‌سی ۲+)        |             |   |       | ورزشگاه: سن سیرو |

### لیگ قهرمانان اروپا

#### مرحله گروهی
قرعه‌کشی مرحله گروهی در تاریخ ۲۶ اوت ۲۰۲۱ برگزار شد.

| رتبه | تیم            | بازی | برد | مساوی | باخت | گل زده | گل خورده | گل تفاضل | امتیاز | صلاحیت              |  | LIV | ATM | POR | MIL |
| ---- | -------------- | ---- | --- | ----- | ---- | ------ | -------- | -------- | ------ | ------------------- |  | --- | --- | --- | --- |
| ۱    | لیورپول        | ۶    | ۶   | ۰     | ۰    | ۱۷     | ۶        | ۱۱+      | ۱۸     | صعود به مرحله حذفی  |  | —   | 2–0 | 2–0 | 3–2 |
| ۲    | اتلتیکو مادرید | ۶    | ۲   | ۱     | ۳    | ۷      | ۸        | ۱−       | ۷      | صعود به مرحله حذفی  |  | 2–3 | —   | 0–0 | 0–1 |
| ۳    | پورتو          | ۶    | ۱   | ۲     | ۳    | ۴      | ۱۱       | ۷−       | ۵      | انتقال به لیگ اروپا |  | 1–5 | 1–3 | —   | 1–0 |
| ۴    | آ.ث. میلان     | ۶    | ۱   | ۱     | ۴    | ۶      | ۹        | ۳−       | ۴      |                     |  | 1–2 | 1–2 | 1–1 | —   |

| ۱۵ سپتامبر ۲۰۲۱ ۱          | لیورپول                                                      | ۳–۲   | میلان                                   | لیورپول، انگلستان                                               |
| ۲۱:۰۰ سی‌ای‌اس‌تی (یوتی‌سی ۲+) | - توموری ۹' (گ.خ.) - صلاح ۱۴ ۴۹' - هندرسون ۶۹' - میلنر '۳+۹۰ | گزارش | - بن ناصر '۱۳ - ربیچ ۴۲' - دیاز ۴۴' '۶۱ | ورزشگاه: آنفیلد تماشاگران: ۵۱۴۴۵ داور: شیمون مارسینیاک (لهستان) |

| ۲۸ سپتامبر ۲۰۲۱ ۲          | میلان                                                               | ۱–۲   | اتلتیکو مادرید                   | میلان، ایتالیا                                              |
| ۲۱:۰۰ سی‌ای‌اس‌تی (یوتی‌سی ۲+) | - کسیه '۱۵ '۲۹ - لئائو ۲۰' - ربیچ '۲۹ - ارناندز '۶۹ - سائلماکرز '۷۹ | گزارش | - گریزمان ۸۴' - سوارز ۷+۹۰' (پ.) | ورزشگاه: سن سیرو تماشاگران: ۳۵۳۷۴ داور: جونیت چاکیر (ترکیه) |

| ۱۹ اکتبر ۲۰۲۱ ۳            | پورتو                                 | ۱–۰   | میلان                                                              | پورتو، پرتغال                                            |
| ۲۱:۰۰ سی‌ای‌اس‌تی (یوتی‌سی ۲+) | - اولیویرا '۳ - اوریبه '۳۸ - دیاز ۶۵' | گزارش | - توموری '۱۶ - ژیرو '۲۰ - کالولو '۸۱ - ابراهیموویچ '۸۷ - لئائو '۹۰ | ورزشگاه: دراگو تماشاگران: ۳۲۱۳۰ داور: فلیکس بریچ (آلمان) |

| ۳ نوامبر ۲۰۲۱ ۴          | میلان                            | ۱–۱   | پورتو                                                               | میلان، ایتالیا                                               |
| ۱۸:۴۵ سی‌ای‌تی (یوتی‌سی ۱+) | - توموری '۵۵ - امبمبا ۶۱' (گ.خ.) | گزارش | - دیاز ۶' - گروییچ '۴۹ - امبمبا '۶۵ - ویتینها '۷۳ - کونسیسائو '۲+۹۰ | ورزشگاه: سن سیرو تماشاگران: ۳۹۶۷۵ داور: کلمن تورپین (فرانسه) |

| ۲۴ نوامبر ۲۰۲۱ ۵         | اتلتیکو مادرید | ۰–۱   | میلان                                                 | مادرید، اسپانیا                                                        |
| ۲۱:۰۰ سی‌ای‌تی (یوتی‌سی ۱+) | - یورنته '۶۰   | گزارش | - ژیرو '۲۷ - باکایوکو '۶۷ - مسیاس ۸۷' - ارناندز '۴+۹۰ | ورزشگاه: متروپولیتانو تماشاگران: ۶۱٬۰۱۹ داور: اسلاوکو وینچیچ (اسلوونی) |

| ۷ دسامبر ۲۰۲۱ ۶          | میلان        | ۱–۲   | لیورپول                 | میلان، ایتالیا                                           |
| ۲۱:۰۰ سی‌ای‌تی (یوتی‌سی ۱+) | - توموری ۲۹' | گزارش | - صلاح ۳۶' - اوریگی ۵۵' | ورزشگاه: سن سیرو تماشاگران: ۵۶۲۳۷ داور: دنی ماکلی (هلند) |